# Biblioteca de la Universidad de Castilla-La Mancha
La Biblioteca de la Universidad de Castilla-La Mancha es una biblioteca universitaria española perteneciente a la Universidad de Castilla-La Mancha situada en varios puntos de la comunidad.

## Descripción
Actualmente cuenta con 13 puntos de servicio y 4 salas de lectura. Se estructura en cuatro sedes principales:
- Biblioteca General de Albacete
- Biblioteca General de Cuenca
- Biblioteca General de Ciudad Real
- Biblioteca General de Toledo

Cuenta con más de 1.331.316 volúmenes y cerca de 5.000 puestos de lectura. En 2015 contó con un presupuesto de 1.321.172 € (euros).